# 花咲
《花咲》是許茹芸第9張國語專輯，也是與上華合約中的最後一張專輯，於2000年12月28日發行。
許茹芸這次在這張專輯沒有參與自我創作。

## 專輯文案
沒有絢麗的包裝　強烈的廣告字眼

只有我的音樂　和我的舞台

期待聽見這樣的我

在2001的舞台上　花咲－－－

許茹芸

## 曲目
1、沒有你的聖誕節
曲：黃韻玲；詞：黃韻玲；編曲：Andy Mollard；製作人：黃韻玲
原唱：黃韻玲1988年專輯《沒有你的聖誕節》
2、愛只剩一秒
曲：郭文賢；詞：許常德；編曲：屠穎；製作人：劉天健/徐德昌
3、深淵
曲：劉沁；詞：劉沁；編曲：張翰群；製作人：Pepsi Beast/許茹芸
4、寧願愛你
曲：Freeman Saul/Hitchcock Nicola；詞：林夕；編曲：袁述中；製作人：黃韻玲
原曲：Mandalay 的「Deep Love」
5、捨不得
曲：左安安；詞：左安安；編曲：吳慶隆；製作人：劉天健/徐德昌
6、完美
曲：陳韋伶；詞：陳韋伶；編曲：洪敬堯；製作人：Pepsi Beast/許茹芸
7、TRY
曲：Henrik Koitzsch；詞：陳韋伶；編曲：呂紹淳；製作人：Pepsi Beast/許茹芸
8、憑感覺
曲：曹登昌/黃慧文；詞：李宗盛；編曲：呂紹淳；製作人：Pepsi Beast/許茹芸
9、討厭
曲：蔡健雅；詞：蔡健雅；編曲：羅希；製作人：黃韻玲
10、紅色愛情海
曲：郭子；詞：許常德；編曲：惠源；製作人：劉天健/徐德昌

## 發行版本
| 發行日期       | 封面           | 版本               | 專輯資訊                                    |
| -------------- | -------------- | ------------------ | ------------------------------------------- |
| 2000年12月28日 | 花咲超值精裝版 | 《花咲》超值精裝版 | 多附一張VCD，收錄許茹芸獨家精彩工作全紀錄。 |
| 2000年12月28日 | 花咲           | 《花咲》           | 平裝版，不附VCD。                           |

## 音樂錄影帶
| 歌曲名稱                          | 導演   | 附註                                   |
| --------------------------------- | ------ | -------------------------------------- |
| 愛只剩一秒 （页面存档备份，存于） | 黃中平 | 首波主打                               |
| 捨不得 （页面存档备份，存于）     | 林錦和 | 第二主打                               |
| 寧願愛你 （页面存档备份，存于）   | 黃中平 | 第三主打                               |
| 深淵 （页面存档备份，存于）       | 林錦和 | 第四主打                               |
| 完美 （页面存档备份，存于）       |        | 第五主打 畫面取自『Love 9°』新歌搶聽會 |